# Ruud Gullit
Ruud Gullit, nato Rudi Dil (IPA: [ˈryd ˈɣʏlɪt] ; Amsterdam, 1º settembre 1962), è un ex calciatore e allenatore di calcio olandese, di ruolo jolly, campione d'Europa con la nazionale olandese nel 1988.
Considerato uno dei migliori centrocampisti offensivi nella storia del calcio, occupa la 29ª posizione nella speciale classifica dei migliori calciatori del XX secolo pubblicata dalla rivista World Soccer e la 18ª posizione nell'omonima classifica stilata dall'IFFHS. Nel marzo del 2004 Pelé lo ha inserito nella FIFA 100, la lista dei 125 migliori calciatori viventi, redatta in occasione del Centenario della FIFA. Vincitore del Pallone d'oro nel 1987, è stato inserito in totale per sette volte tra i candidati alla vittoria del premio arrivando a raggiungere anche la seconda posizione nel 1988 dietro il connazionale Marco van Basten.
Nel Milan e nella nazionale Oranje ha formato una coppia di centrocampo di grande spessore con Frank Rijkaard; in particolare in maglia rossonera i due costituirono, insieme con il centravanti Marco van Basten, il trio olandese che condusse il club a una lunga serie di vittorie internazionali a cavallo degli anni '80 e '90 del XX secolo. Ha giocato anche nel Feyenoord, nel PSV, nella Sampdoria e nel Chelsea.
Era soprannominato Tulipano nero e Simba, nomignolo coniato per lui da Gianni Brera in riferimento alla sua folta capigliatura formata da dreadlocks medio-lunghi, simile alla criniera di un leone.

## Biografia
È figlio di George Gullit, immigrato surinamese arrivato nei Paesi Bassi con Herman Rijkaard (padre di Frank Rijkaard e calciatore in Suriname come George), e di Ria Dil, originaria di Amsterdam. George era giunto nella capitale olandese nel 1958 insieme alla moglie e ai suoi due figli e aveva conosciuto Ria Dil, con cui ebbe Ruud, che fu cresciuto dalla madre, sebbene George lo vedesse regolarmente. George frequentò la Vrije Universiteit di Amstelveen, dove si era laureato in economia, disciplina di cui divenne docente.
Anche il figlio di Ruud Gullit, Maxim, nato nel 2001, è calciatore.

## Caratteristiche tecniche
(Arrigo Sacchi, 2015)
Centrocampista offensivo in primis, era in grado di disimpegnarsi anche in ruoli più offensivi come mezzala o seconda punta, nonché in quello più arretrato di libero, ricoperto durante la militanza nel PSV e, successivamente, nelle file della Sampdoria. Il suo punto di forza era l'eccezionale prestanza fisica, che lo rendeva molto abile in progressione.

## Carriera

### Giocatore

#### Club

Gullit (a destra) festeggia con Franco Baresi la vittoria del Milan nella Supercoppa UEFA 1990

##### Gli inizi, Feyenoord e PSV

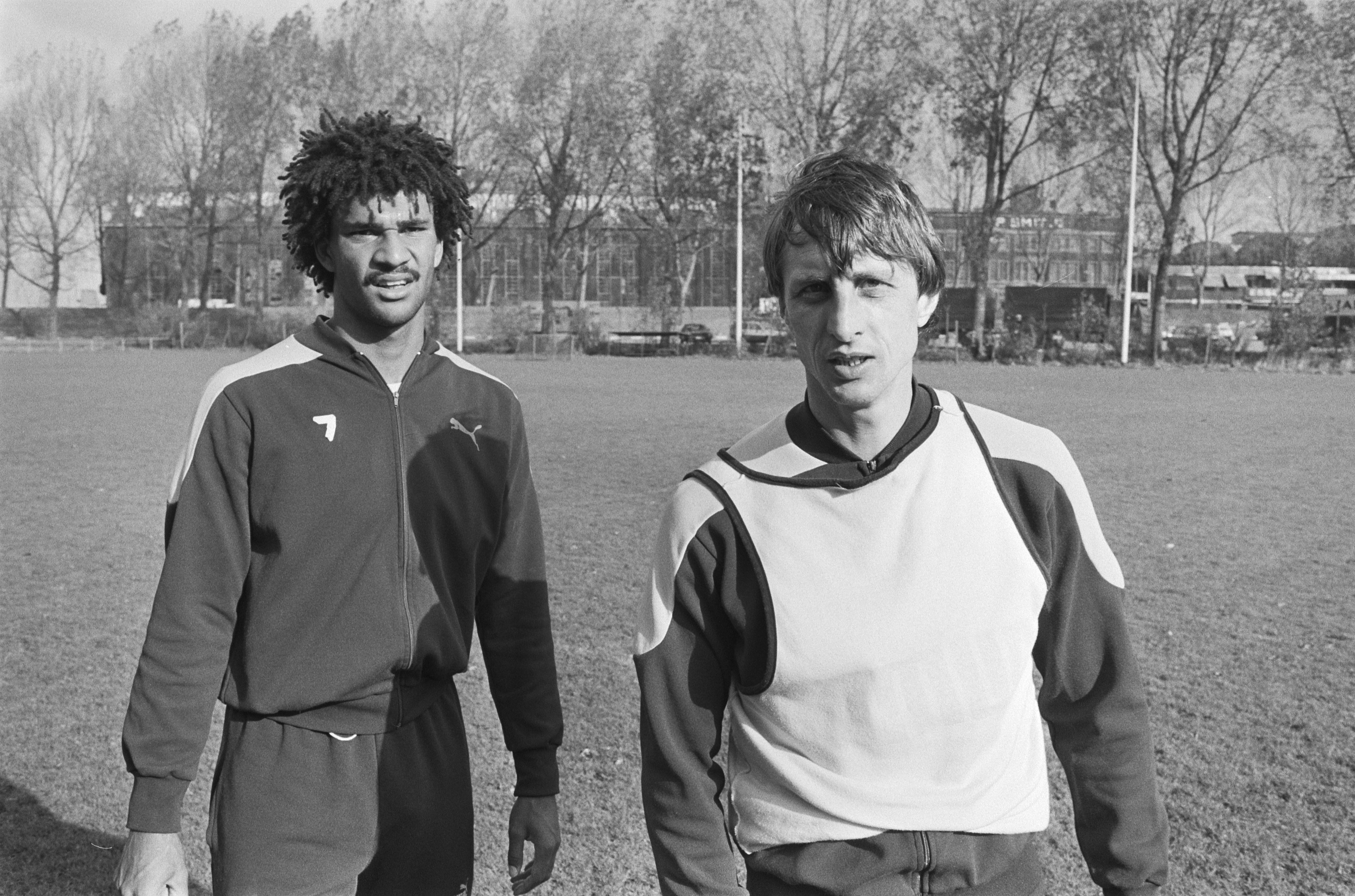
Gullit in allenamento al Feyenoord nel 1983, assieme a Johan Cruijff

Dà i primi calci nei dilettanti olandesi dei Meer Boys (1973-1975) e successivamente del DWS (1975-1979), esordendo nei professionisti con l'Haarlem nella stagione 1979-1980, dove rimane tre stagioni (91 presenze e 32 gol) prima di passare al Feyenoord con cui dal 1982 al 1985 disputa altre tre stagioni collezionando 85 presenze e 31 gol nella Eredivisie, la massima serie olandese, vincendo un titolo nazionale e una Coppa d'Olanda nel 1984.
Approda al PSV nel 1985, dove in due stagioni si impone alla scena internazionale con 68 partite e 46 gol in campionato, vincendo due scudetti ed entrando a far parte della Nazionale olandese. Nel 1986 gioca con la squadra di Eindhoven il Trofeo Gamper a Barcellona, in cui partecipa pure il Milan allora appena passato sotto l'egida di Silvio Berlusconi, finendo nelle mire del club italiano.

##### Milan
Acquistato dal Milan nell'estate del 1987 per la cifra, all'epoca record per la squadra meneghina, di 13,5 miliardi di lire,, diventa subito la stella della squadra allenata da Arrigo Sacchi, orfana dell'altro neoacquisto olandese, Marco van Basten, infortunato per quasi tutta la stagione.
La sua prima partita ufficiale con il Milan risale al 23 agosto 1987, a San Siro, per il primo turno di Coppa Italia, in cui il Milan batte il Bari per 5-0; Gullit segna il quarto gol. Collezionerà 29 presenze e 9 gol nella sua prima stagione in rossonero, guidando i rossoneri all'undicesimo scudetto dopo una rimonta sul Napoli di Diego Armando Maradona.

Gullit in maglia rossonera con il Pallone d'oro 1987

Il 28 dicembre 1987 vince il Pallone d'oro come miglior giocatore d'Europa, per le sue prestazioni con il PSV e successivamente con il Milan, classificandosi al primo posto con 106 punti e precedendo rispettivamente il portoghese Paulo Futre dell'Atlético Madrid (91 punti) ed Emilio Butragueño del Real Madrid (61 punti). Nell'edizione successiva del 1988 si classifica secondo con 88 punti dietro al connazionale Marco van Basten (primo con 129 punti) e nell'edizione del 1989 settimo, con 16 punti. Dedica la vittoria del Pallone d'oro 1987 al leader sudafricano della lotta anti-apartheid Nelson Mandela.
Il 24 maggio 1989 segna una doppietta nella finale di Coppa dei Campioni, vinta dal Milan per 4-0 contro la Steaua Bucarest al Camp Nou di Barcellona.

Il trio olandese del Milan nel precampionato 1988-1989; da destra: Gullit, Van Basten e il neoacquisto Rijkaard.

Giocherà in rossonero per altre sei stagioni, costellate da vari successi e qualche infortunio come nella stagione 1989-1990, quando resterà fuori quasi tutta la stagione per un problema al ginocchio. Con la squadra di Sacchi si aggiudica due Coppe dei Campioni consecutive (1988-1989 e 1989-1990), due Coppe Intercontinentali (1989 e 1990), due Supercoppe UEFA (1989, 1990) e una Supercoppa italiana (1988), quindi nel nuovo corso di Fabio Capello, approdato sulla panchina rossonera nel 1991-1992, vincerà i primi due scudetti in rossonero sotto la gestione del tecnico friulano (1991-1992 e 1992-1993) oltre a una Supercoppa italiana (1992).

##### Sampdoria, ritorno a Milano e di nuovo Genova
Il 14 luglio 1993 si trasferisce in prestito alla Sampdoria. Anche con i blucerchiati si impone come uomo-squadra: segna 15 gol in 31 partite (di cui uno, decisivo, proprio contro il Milan) riuscendo a portare i doriani al terzo posto nel campionato di Serie A, vinto dai rossoneri, e alla vittoria in Coppa Italia. Torna al Milan per la stagione successiva (1994-1995), in tempo per vincere un'altra Supercoppa italiana, contro la stessa Sampdoria, ai tiri di rigore. Nel frattempo annuncia il congedo alla nazionale olandese, dopo aver rinunciato pochi mesi prima al campionato del mondo di USA '94. In rotta con il club rossonero, dopo appena 8 presenze e 3 gol stagionali, il 10 novembre 1994 ritorna a titolo definitivo alla squadra doriana, che gli corrisponde un ingaggio lordo di 3 miliardi di lire, in cambio del prestito ai lombardi di Alessandro Melli.

Gullit esulta per la Sampdoria nella stagione 1993-1994

Con il Milan ha giocato, in 7 stagioni, 171 partite (di cui 125 di campionato), con 56 gol così distribuiti: 38 in Serie A, 10 in Coppa Italia, 6 in Coppa dei Campioni, uno in Coppa UEFA e uno nella Supercoppa italiana. La sua ultima gara con il Milan è Juventus-Milan (1-0) del 30 ottobre 1994, valevole per l'ottava giornata di campionato. Alla fine della stagione 1994-1995 avrà collezionato 22 presenze e 9 gol con la Sampdoria.

##### Chelsea
Dopo l'esperienza italiana, il 31 maggio 1995 si trasferisce in Inghilterra, al Chelsea. A Londra arretra il suo raggio d'azione, giocando da difensore centrale, ruolo che ricopriva a inizio carriera. L'anno seguente assume la doppia carica di allenatore-giocatore dei Blues, portandoli alla conquista della FA Cup, diventando il più giovane allenatore nonché il primo non britannico a conquistare questo trofeo. Il 12 febbraio 1998, oltre a dimettersi dalla guida tecnica della squadra, si ritira pure dal calcio giocato, all'età di 36 anni, per dedicarsi completamente alla carriera di allenatore.

#### Nazionale

Gullit in azione con la maglia dei, marcato dal tedesco Thomas Berthold nel corso degli ottavi di finale del campionato mondiale del 1990.

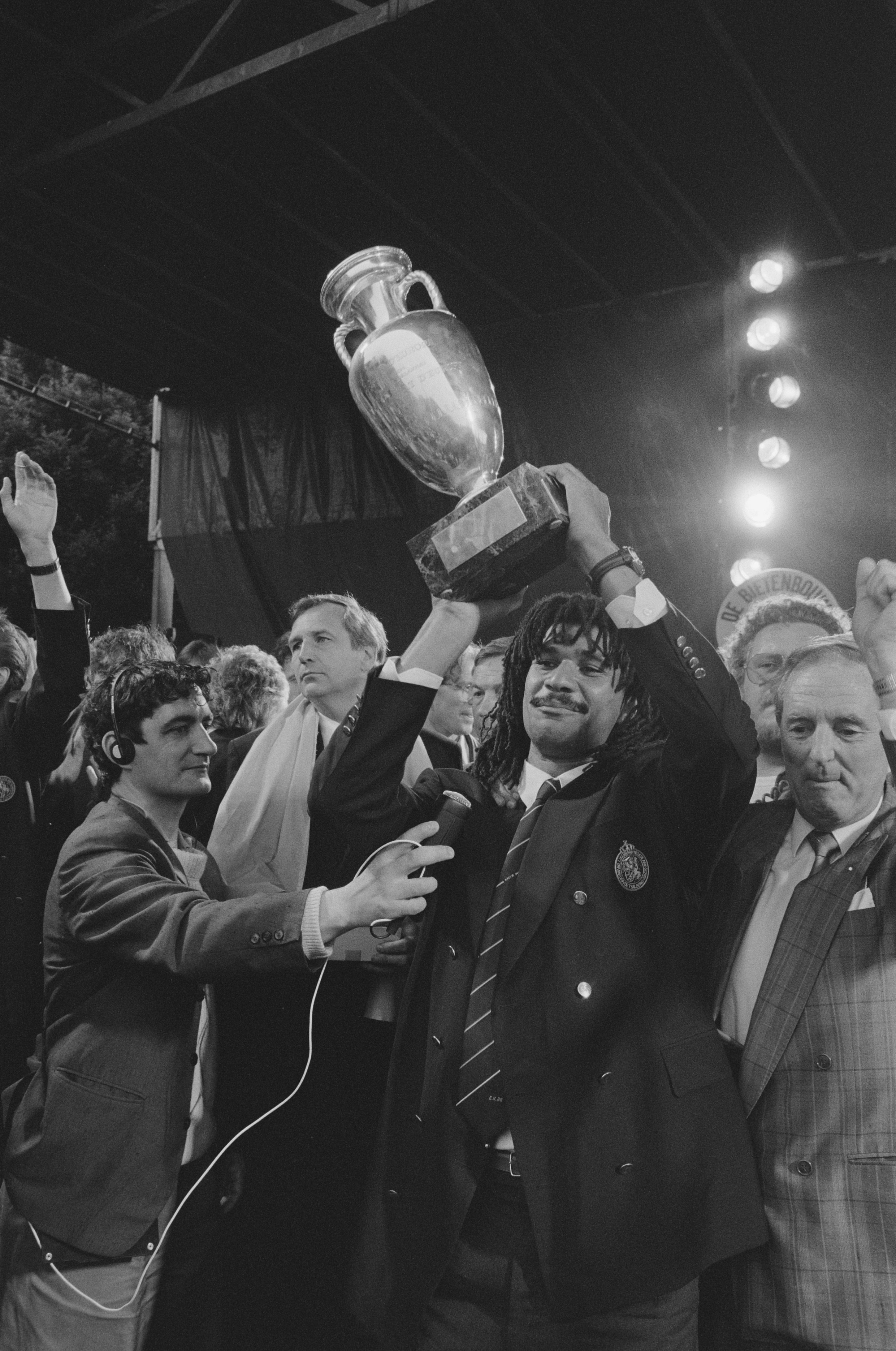
Gullit con la Coppa Henri Delaunay vinta dai Paesi Bassi al

Ha esordito con la nazionale maggiore olandese nel 1981 collezionando 66 partite e 17 gol. Ha disputato in maglia Oranje il campionato europeo giocato in Germania nel 1988 (vinto in finale contro l'URSS per 2-0, con una sua marcatura di testa su cross di Marco van Basten che sblocca il risultato), la Coppa del mondo giocata in Italia nel 1990 e il campionato europeo disputato in Svezia nel 1992. Ha lasciato la nazionale nell'agosto del 1994.

### Allenatore
Il 10 maggio 1996 sostituisce Glenn Hoddle sulla panchina del Chelsea. Vincendo subito la Coppa d'Inghilterra. Il 12 febbraio 1998 si dimette e viene sostituito da Gianluca Vialli.
Il 28 agosto 1998 decide di accettare la proposta di un'altra squadra inglese, il Newcastle United. Al primo anno arriva in finale di FA Cup. Il secondo anno comincia male, collezionando un solo punto nelle prime 5 gare di campionato; decide quindi il 29 agosto 1999 di rassegnare le proprie dimissioni per lasciare il posto al vice Steve Clarke.
Il 21 marzo 2003 viene scelto dalla federazione olandese come selezionatore per la nazionale Under-19, fino al luglio del 2004, quando affiancherà nelle vesti di co-allenatore il commissario tecnico Dick Advocaat sulla panchina della nazionale maggiore al campionato d'Europa 2004 giocato in Portogallo.

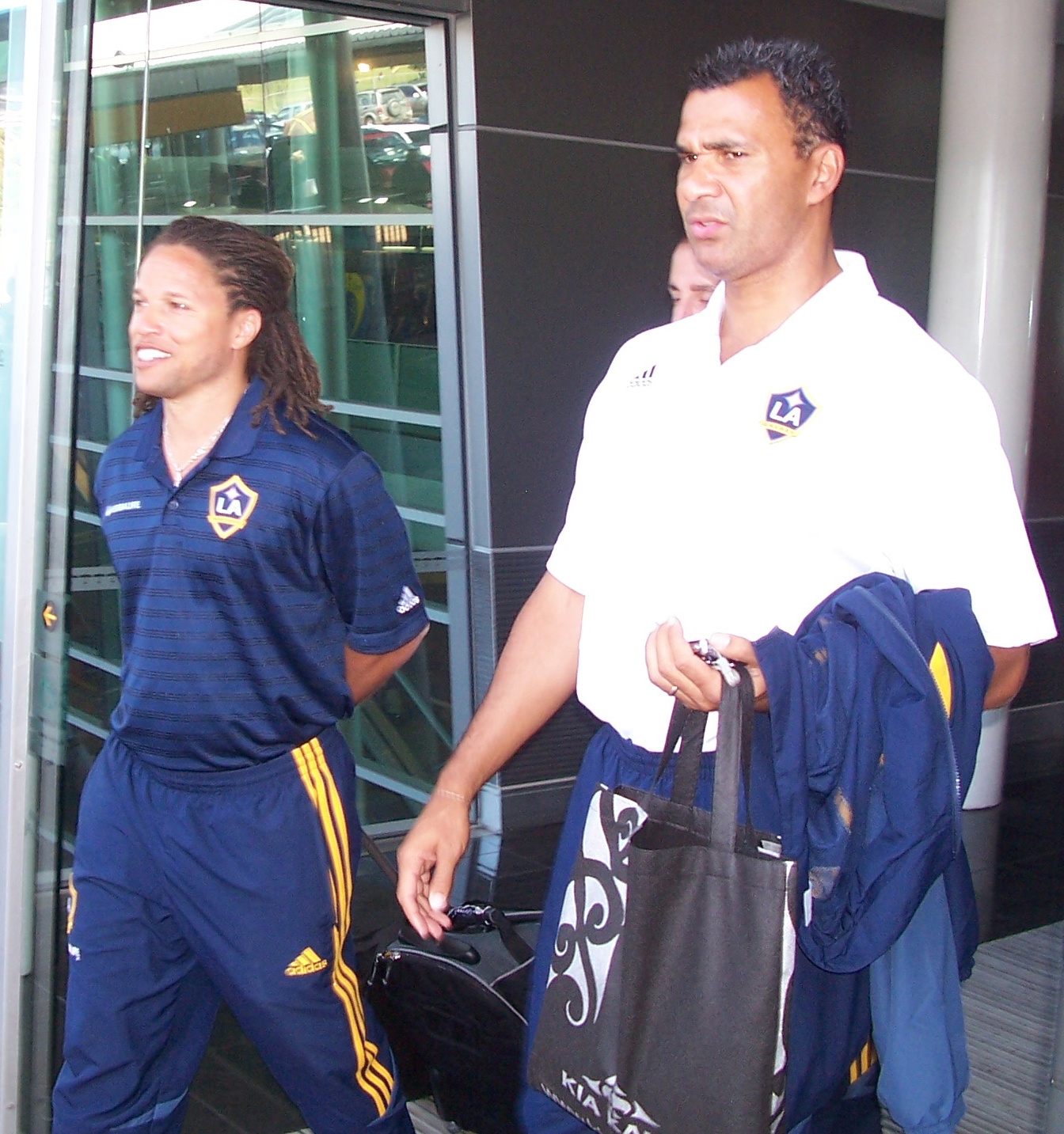
Gullit e Cobi Jones ai Los Angeles Galaxy negli anni 2000

Dal 1º luglio 2004 ricopre la carica di allenatore del Feyenoord, già suo club da giocatore, prima di lasciare la panchina a Erwin Koeman. L'8 novembre 2007 diventa il tecnico dei Galaxy di Los Angeles; l'11 agosto 2008, a causa di una serie di risultati poco convincenti della squadra californiana, si dimette dal ruolo di allenatore della stessa.
L'11 ottobre ritorna nel frattempo al Milan nelle vesti di osservatore per il Nord Europa, in particolare per i Paesi Bassi. Nel gennaio 2011 viene ingaggiato dal Terek Groznyj, squadra della Prem'er-Liga russa con l'obiettivo della qualificazione all'Europa League; tuttavia il successivo 14 giugno, con la squadra che si trova al penultimo posto in classifica, il presidente Ramzan Kadyrov lo esonera dopo la sconfitta subita dalla sua squadra contro l'Amkar Perm.
Il 9 maggio 2017 viene resa nota dalla federazione olandese che sarà il vice del commissario tecnico Dick Advocaat alla guida dei Paesi Bassi, incarico ufficializzato il successivo 6 giugno. Il 15 novembre dello stesso anno, dopo aver fallito la qualificazione al campionato del mondo 2018, Advocaat e Gullit si dimettono.

### Dopo il ritiro
Nel 2017 pubblica il libro Non guardare la palla. Che cos'è (davvero) il calcio. È inoltre opinionista per beIN Sports e Ziggo Sport. Nel marzo 2019 viene scelto come ambasciatore per il campionato d'Europa 2020.

## Statistiche

### Presenze e reti nei club
| Stagione         | Squadra          | Campionato       | Campionato | Campionato | Coppe nazionali | Coppe nazionali | Coppe nazionali | Coppe continentali | Coppe continentali | Coppe continentali | Altre coppe | Altre coppe | Altre coppe | Totale | Totale |
| Stagione         | Squadra          | Comp             | Pres       | Reti       | Comp            | Pres            | Reti            | Comp               | Pres               | Reti               | Comp        | Pres        | Reti        | Pres   | Reti   |
| ---------------- | ---------------- | ---------------- | ---------- | ---------- | --------------- | --------------- | --------------- | ------------------ | ------------------ | ------------------ | ----------- | ----------- | ----------- | ------ | ------ |
| 1979-1980        | Haarlem          | ED               | 24         | 4          | CO              | 0               | 0               | -                  | -                  | -                  | -           | -           | -           | 24     | 4      |
| 1980-1981        | Haarlem          | EED              | 36         | 14         | CO              | 4               | 2               | -                  | -                  | -                  | -           | -           | -           | 40     | 16     |
| 1981-1982        | Haarlem          | ED               | 31         | 14         | CO              | 6               | 2               | -                  | -                  | -                  | -           | -           | -           | 37     | 16     |
| Totale Haarlem   | Totale Haarlem   | Totale Haarlem   | 91         | 32         |                 | 10              | 4               |                    | -                  | -                  |             | -           | -           | 101    | 36     |
| 1982-1983        | Feyenoord        | ED               | 33         | 9          | CO              | 2               | 1               | -                  | -                  | -                  | -           | -           | -           | 35     | 10     |
| 1983-1984        | Feyenoord        | ED               | 33         | 15         | CO              | 12              | 9               | CU                 | 4                  | 1                  | -           | -           | -           | 49     | 25     |
| 1984-1985        | Feyenoord        | ED               | 19         | 7          | CO              | 4               | 3               | CdC                | 2                  | 0                  | -           | -           | -           | 25     | 10     |
| Totale Feyenoord | Totale Feyenoord | Totale Feyenoord | 85         | 31         |                 | 18              | 13              |                    | 6                  | 1                  |             | -           | -           | 109    | 45     |
| 1985-1986        | PSV              | ED               | 34         | 24         | CO              | 2               | 1               | CU                 | 2                  | 0                  | -           | -           | -           | 38     | 25     |
| 1986-1987        | PSV              | ED               | 34         | 22         | CO              | 3               | 6               | -                  | -                  | -                  | -           | -           | -           | 37     | 28     |
| Totale PSV       | Totale PSV       | Totale PSV       | 68         | 46         |                 | 5               | 7               |                    | 2                  | 0                  |             | -           | -           | 75     | 53     |
| 1987-1988        | Milan            | A                | 29         | 9          | CI              | 6               | 3               | CU                 | 4                  | 1                  | -           | -           | -           | 39     | 13     |
| 1988-1989        | Milan            | A                | 19         | 5          | CI              | 1               | 2               | CdC                | 8                  | 4                  | SI          | 0           | 0           | 28     | 11     |
| 1989-1990        | Milan            | A                | 2          | 0          | CI              | 0               | 0               | CdC                | 1                  | 0                  | SU+CInt     | 0           | 0           | 3      | 0      |
| 1990-1991        | Milan            | A                | 26         | 7          | CI              | 1               | 0               | CdC                | 4                  | 1                  | SU+CInt     | 2+1         | 1+0         | 34     | 9      |
| 1991-1992        | Milan            | A                | 26         | 7          | CI              | 1               | 1               | -                  | -                  | -                  | -           | -           | -           | 27     | 8      |
| 1992-1993        | Milan            | A                | 15         | 7          | CI              | 6               | 4               | UCL                | 4                  | 0                  | SI          | 1           | 0           | 26     | 11     |
| 1993-1994        | Sampdoria        | A                | 31         | 15         | CI              | 10              | 3               | -                  | -                  | -                  | -           | -           | -           | 41     | 18     |
| lug.-nov. 1994   | Milan            | A                | 8          | 3          | CI              | 2               | 0               | UCL                | 3                  | 0                  | SI+SU+CInt  | 1+0+0       | 1+0+0       | 14     | 4      |
| Totale Milan     | Totale Milan     | Totale Milan     | 125        | 38         |                 | 17              | 10              |                    | 24                 | 6                  |             | 5           | 2           | 171    | 56     |
| nov. 1994-1995   | Sampdoria        | A                | 22         | 9          | CI              | 0               | 0               | -                  | -                  | -                  | -           | -           | -           | 22     | 9      |
| Totale Sampdoria | Totale Sampdoria | Totale Sampdoria | 53         | 24         |                 | 10              | 3               |                    | -                  | -                  |             | -           | -           | 63     | 27     |
| 1995-1996        | Chelsea          | PL               | 31         | 3          | FACup+CdL       | 7+2             | 3+0             | -                  | -                  | -                  | -           | -           | -           | 40     | 6      |
| 1996-1997        | Chelsea          | PL               | 11         | 1          | FACup+CdL       | 1+1             | 0               | -                  | -                  | -                  | -           | -           | -           | 13     | 1      |
| 1997-1998        | Chelsea          | PL               | 6          | 0          | FACup+CdL       | 0+4             | 0               | -                  | -                  | -                  | -           | -           | -           | 10     | 0      |
| Totale Chelsea   | Totale Chelsea   | Totale Chelsea   | 48         | 4          |                 | 8+7             | 3+0             |                    | -                  | -                  |             | -           | -           | 63     | 7      |
| Totale carriera  | Totale carriera  | Totale carriera  | 470        | 175        |                 | 75              | 40              |                    | 32                 | 7                  |             | 5           | 2           | 582    | 224    |

### Cronologia presenze e reti in nazionale
| Cronologia completa delle presenze e delle reti in nazionale ― Paesi Bassi | Cronologia completa delle presenze e delle reti in nazionale ― Paesi Bassi | Cronologia completa delle presenze e delle reti in nazionale ― Paesi Bassi | Cronologia completa delle presenze e delle reti in nazionale ― Paesi Bassi | Cronologia completa delle presenze e delle reti in nazionale ― Paesi Bassi | Cronologia completa delle presenze e delle reti in nazionale ― Paesi Bassi | Cronologia completa delle presenze e delle reti in nazionale ― Paesi Bassi | Cronologia completa delle presenze e delle reti in nazionale ― Paesi Bassi |
| Data                                                                       | Città                                                                      | In casa                                                                    | Risultato                                                                  | Ospiti                                                                     | Competizione                                                               | Reti                                                                       | Note                                                                       |
| -------------------------------------------------------------------------- | -------------------------------------------------------------------------- | -------------------------------------------------------------------------- | -------------------------------------------------------------------------- | -------------------------------------------------------------------------- | -------------------------------------------------------------------------- | -------------------------------------------------------------------------- | -------------------------------------------------------------------------- |
| 1-9-1981                                                                   | Zurigo                                                                     | Svizzera                                                                   | 2 – 1                                                                      | Paesi Bassi                                                                | Amichevole                                                                 | -                                                                          |                                                                            |
| 14-4-1982                                                                  | Eindhoven                                                                  | Paesi Bassi                                                                | 1 – 0                                                                      | Grecia                                                                     | Amichevole                                                                 | -                                                                          |                                                                            |
| 1-9-1982                                                                   | Reykjavík                                                                  | Islanda                                                                    | 1 – 1                                                                      | Paesi Bassi                                                                | Qual. Euro 1984                                                            | -                                                                          |                                                                            |
| 22-9-1982                                                                  | Rotterdam                                                                  | Paesi Bassi                                                                | 2 – 1                                                                      | Irlanda                                                                    | Qual. Euro 1984                                                            | 1                                                                          |                                                                            |
| 10-11-1982                                                                 | Rotterdam                                                                  | Paesi Bassi                                                                | 1 – 2                                                                      | Francia                                                                    | Amichevole                                                                 | -                                                                          |                                                                            |
| 19-12-1982                                                                 | Aquisgrana                                                                 | Malta                                                                      | 0 – 6                                                                      | Paesi Bassi                                                                | Qual. Euro 1984                                                            | -                                                                          |                                                                            |
| 16-2-1983                                                                  | Siviglia                                                                   | Spagna                                                                     | 1 – 0                                                                      | Paesi Bassi                                                                | Qual. Euro 1984                                                            | -                                                                          |                                                                            |
| 7-9-1983                                                                   | Groninga                                                                   | Paesi Bassi                                                                | 3 – 0                                                                      | Islanda                                                                    | Qual. Euro 1984                                                            | 1                                                                          |                                                                            |
| 21-9-1983                                                                  | Bruxelles                                                                  | Belgio                                                                     | 1 – 1                                                                      | Paesi Bassi                                                                | Amichevole                                                                 | -                                                                          |                                                                            |
| 12-10-1983                                                                 | Dublino                                                                    | Irlanda                                                                    | 2 – 3                                                                      | Paesi Bassi                                                                | Qual. Euro 1984                                                            | 2                                                                          |                                                                            |
| 16-11-1983                                                                 | Rotterdam                                                                  | Paesi Bassi                                                                | 2 – 1                                                                      | Spagna                                                                     | Qual. Euro 1984                                                            | 1                                                                          |                                                                            |
| 17-12-1983                                                                 | Rotterdam                                                                  | Paesi Bassi                                                                | 5 – 0                                                                      | Malta                                                                      | Qual. Euro 1984                                                            | -                                                                          |                                                                            |
| 14-3-1984                                                                  | Amsterdam                                                                  | Paesi Bassi                                                                | 6 – 0                                                                      | Danimarca                                                                  | Amichevole                                                                 | -                                                                          |                                                                            |
| 17-10-1984                                                                 | Rotterdam                                                                  | Paesi Bassi                                                                | 1 – 2                                                                      | Ungheria                                                                   | Qual. Mondiali 1986                                                        | -                                                                          |                                                                            |
| 14-11-1984                                                                 | Vienna                                                                     | Austria                                                                    | 1 – 0                                                                      | Paesi Bassi                                                                | Qual. Mondiali 1986                                                        | -                                                                          |                                                                            |
| 23-12-1984                                                                 | Nicosia                                                                    | Cipro                                                                      | 0 – 1                                                                      | Paesi Bassi                                                                | Qual. Mondiali 1986                                                        | -                                                                          |                                                                            |
| 27-2-1985                                                                  | Rotterdam                                                                  | Paesi Bassi                                                                | 7 – 1                                                                      | Cipro                                                                      | Qual. Mondiali 1986                                                        | -                                                                          |                                                                            |
| 4-9-1985                                                                   | Heerenveen                                                                 | Paesi Bassi                                                                | 1 – 0                                                                      | Bulgaria                                                                   | Amichevole                                                                 | -                                                                          |                                                                            |
| 16-10-1985                                                                 | Bruxelles                                                                  | Belgio                                                                     | 1 – 0                                                                      | Paesi Bassi                                                                | Qual. Mondiali 1986                                                        | -                                                                          |                                                                            |
| 20-11-1985                                                                 | Rotterdam                                                                  | Paesi Bassi                                                                | 2 – 1                                                                      | Belgio                                                                     | Qual. Mondiali 1986                                                        | -                                                                          |                                                                            |
| 12-3-1986                                                                  | Lipsia                                                                     | Germania Est                                                               | 1 – 0                                                                      | Paesi Bassi                                                                | Amichevole                                                                 | -                                                                          | Cap.                                                                       |
| 14-5-1986                                                                  | Dortmund                                                                   | Germania Ovest                                                             | 1 – 3                                                                      | Paesi Bassi                                                                | Amichevole                                                                 | -                                                                          | Cap.                                                                       |
| 10-9-1986                                                                  | Praga                                                                      | Cecoslovacchia                                                             | 1 – 0                                                                      | Paesi Bassi                                                                | Amichevole                                                                 | -                                                                          | Cap.                                                                       |
| 15-10-1986                                                                 | Budapest                                                                   | Ungheria                                                                   | 0 – 1                                                                      | Paesi Bassi                                                                | Qual. Euro 1988                                                            | -                                                                          | Cap.                                                                       |
| 19-11-1986                                                                 | Amsterdam                                                                  | Paesi Bassi                                                                | 0 – 0                                                                      | Polonia                                                                    | Qual. Euro 1988                                                            | -                                                                          | Cap.                                                                       |
| 21-12-1986                                                                 | Limassol                                                                   | Cipro                                                                      | 0 – 2                                                                      | Paesi Bassi                                                                | Qual. Euro 1988                                                            | 1                                                                          | Cap.                                                                       |
| 21-1-1987                                                                  | Barcellona                                                                 | Spagna                                                                     | 1 – 1                                                                      | Paesi Bassi                                                                | Amichevole                                                                 | 1                                                                          | Cap.                                                                       |
| 25-3-1987                                                                  | Rotterdam                                                                  | Paesi Bassi                                                                | 1 – 1                                                                      | Grecia                                                                     | Qual. Euro 1988                                                            | -                                                                          | Cap.                                                                       |
| 29-4-1987                                                                  | Rotterdam                                                                  | Paesi Bassi                                                                | 2 – 0                                                                      | Ungheria                                                                   | Qual. Euro 1988                                                            | 1                                                                          | Cap.                                                                       |
| 14-10-1987                                                                 | Danzica                                                                    | Polonia                                                                    | 0 – 2                                                                      | Paesi Bassi                                                                | Qual. Euro 1988                                                            | 2                                                                          | Cap.                                                                       |
| 28-10-1987                                                                 | Rotterdam                                                                  | Paesi Bassi                                                                | 8 – 0                                                                      | Cipro                                                                      | Amichevole                                                                 | 1                                                                          | Cap.                                                                       |
| 9-12-1987                                                                  | Amsterdam                                                                  | Paesi Bassi                                                                | 4 – 0                                                                      | Cipro                                                                      | Qual. Euro 1988                                                            | -                                                                          | Cap.                                                                       |
| 23-3-1988                                                                  | Londra                                                                     | Inghilterra                                                                | 2 – 2                                                                      | Paesi Bassi                                                                | Amichevole                                                                 | -                                                                          | Cap.                                                                       |
| 24-5-1988                                                                  | Rotterdam                                                                  | Paesi Bassi                                                                | 1 – 2                                                                      | Bulgaria                                                                   | Amichevole                                                                 | -                                                                          | Cap.                                                                       |
| 12-6-1988                                                                  | Colonia                                                                    | Paesi Bassi                                                                | 0 – 1                                                                      | Unione Sovietica                                                           | Euro 1988 - 1º turno                                                       | -                                                                          | Cap.                                                                       |
| 15-6-1988                                                                  | Düsseldorf                                                                 | Inghilterra                                                                | 1 – 3                                                                      | Paesi Bassi                                                                | Euro 1988 - 1º turno                                                       | -                                                                          | Cap.                                                                       |
| 18-6-1988                                                                  | Gelsenkirchen                                                              | Irlanda                                                                    | 0 – 1                                                                      | Paesi Bassi                                                                | Euro 1988 - 1º turno                                                       | -                                                                          | Cap.                                                                       |
| 21-6-1988                                                                  | Amburgo                                                                    | Germania Ovest                                                             | 1 – 2                                                                      | Paesi Bassi                                                                | Euro 1988 - Semifinale                                                     | -                                                                          | Cap.                                                                       |
| 25-6-1988                                                                  | Monaco di Baviera                                                          | Unione Sovietica                                                           | 0 – 2                                                                      | Paesi Bassi                                                                | Euro 1988 - Finale                                                         | 1                                                                          | Cap.                                                                       |
| 14-9-1988                                                                  | Amsterdam                                                                  | Paesi Bassi                                                                | 1 – 0                                                                      | Galles                                                                     | Qual. Mondiali 1990                                                        | 1                                                                          | Cap.                                                                       |
| 22-3-1989                                                                  | Eindhoven                                                                  | Paesi Bassi                                                                | 2 – 0                                                                      | Unione Sovietica                                                           | Amichevole                                                                 | -                                                                          | Cap.                                                                       |
| 30-4-1989                                                                  | Vienna                                                                     | Austria                                                                    | 3 – 2                                                                      | Paesi Bassi                                                                | Amichevole                                                                 | -                                                                          |                                                                            |
| 31-5-1989                                                                  | Helsinki                                                                   | Finlandia                                                                  | 0 – 1                                                                      | Paesi Bassi                                                                | Qual. Mondiali 1990                                                        | -                                                                          |                                                                            |
| 3-6-1990                                                                   | Zagabria                                                                   | Jugoslavia                                                                 | 0 – 2                                                                      | Paesi Bassi                                                                | Amichevole                                                                 | -                                                                          | Cap.                                                                       |
| 12-6-1990                                                                  | Palermo                                                                    | Paesi Bassi                                                                | 1 – 1                                                                      | Egitto                                                                     | Mondiali 1990 - 1º turno                                                   | -                                                                          | Cap.                                                                       |
| 16-6-1990                                                                  | Cagliari                                                                   | Inghilterra                                                                | 0 – 0                                                                      | Paesi Bassi                                                                | Mondiali 1990 - 1º turno                                                   | -                                                                          | Cap.                                                                       |
| 21-6-1990                                                                  | Palermo                                                                    | Irlanda                                                                    | 1 – 1                                                                      | Paesi Bassi                                                                | Mondiali 1990 - 1º turno                                                   | 1                                                                          | Cap.                                                                       |
| 24-6-1990                                                                  | Milano                                                                     | Germania Ovest                                                             | 2 – 1                                                                      | Paesi Bassi                                                                | Mondiali 1990 - Ottavi di finale                                           | -                                                                          | Cap.                                                                       |
| 26-9-1990                                                                  | Palermo                                                                    | Italia                                                                     | 1 – 0                                                                      | Paesi Bassi                                                                | Amichevole                                                                 | -                                                                          | Cap.                                                                       |
| 17-10-1990                                                                 | Porto                                                                      | Portogallo                                                                 | 1 – 0                                                                      | Paesi Bassi                                                                | Qual. Euro 1992                                                            | -                                                                          | Cap.                                                                       |
| 19-12-1990                                                                 | Ta' Qali                                                                   | Malta                                                                      | 0 – 8                                                                      | Paesi Bassi                                                                | Qual. Euro 1992                                                            | -                                                                          | Cap.                                                                       |
| 13-3-1991                                                                  | Rotterdam                                                                  | Paesi Bassi                                                                | 1 – 0                                                                      | Malta                                                                      | Qual. Euro 1992                                                            | -                                                                          | Cap.                                                                       |
| 17-4-1991                                                                  | Rotterdam                                                                  | Paesi Bassi                                                                | 2 – 0                                                                      | Finlandia                                                                  | Qual. Euro 1992                                                            | 1                                                                          | Cap.                                                                       |
| 11-9-1991                                                                  | Eindhoven                                                                  | Paesi Bassi                                                                | 1 – 1                                                                      | Polonia                                                                    | Amichevole                                                                 | -                                                                          | Cap.                                                                       |
| 16-10-1991                                                                 | Rotterdam                                                                  | Paesi Bassi                                                                | 1 – 0                                                                      | Portogallo                                                                 | Qual. Euro 1992                                                            | -                                                                          | Cap.                                                                       |
| 27-5-1992                                                                  | Sittard                                                                    | Paesi Bassi                                                                | 3 – 2                                                                      | Austria                                                                    | Amichevole                                                                 | 1                                                                          | Cap.                                                                       |
| 30-5-1992                                                                  | Utrecht                                                                    | Paesi Bassi                                                                | 4 – 0                                                                      | Galles                                                                     | Amichevole                                                                 | -                                                                          | Cap.                                                                       |
| 12-6-1992                                                                  | Göteborg                                                                   | Paesi Bassi                                                                | 1 – 0                                                                      | Scozia                                                                     | Euro 1992 - 1º turno                                                       | -                                                                          | Cap.                                                                       |
| 15-6-1992                                                                  | Göteborg                                                                   | Paesi Bassi                                                                | 1 – 1                                                                      | Comunità degli Stati Indipendenti                                          | Euro 1992 - 1º turno                                                       | -                                                                          | Cap.                                                                       |
| 18-6-1992                                                                  | Göteborg                                                                   | Paesi Bassi                                                                | 3 – 1                                                                      | Germania                                                                   | Euro 1992 - 1º turno                                                       | -                                                                          | Cap.                                                                       |
| 22-6-1992                                                                  | Göteborg                                                                   | Paesi Bassi                                                                | 2 – 2 dts (4 - 5 dtr)                                                      | Danimarca                                                                  | Euro 1992 - Semifinale                                                     | -                                                                          | Cap.                                                                       |
| 9-9-1992                                                                   | Eindhoven                                                                  | Paesi Bassi                                                                | 2 – 3                                                                      | Italia                                                                     | Amichevole                                                                 | -                                                                          | Cap.                                                                       |
| 16-12-1992                                                                 | Istanbul                                                                   | Turchia                                                                    | 1 – 3                                                                      | Paesi Bassi                                                                | Qual. Mondiali 1994                                                        | 1                                                                          |                                                                            |
| 24-2-1993                                                                  | Utrecht                                                                    | Paesi Bassi                                                                | 3 – 1                                                                      | Turchia                                                                    | Qual. Mondiali 1994                                                        | -                                                                          |                                                                            |
| 28-4-1993                                                                  | Londra                                                                     | Inghilterra                                                                | 2 – 2                                                                      | Paesi Bassi                                                                | Qual. Mondiali 1994                                                        | -                                                                          |                                                                            |
| 27-5-1994                                                                  | Utrecht                                                                    | Paesi Bassi                                                                | 3 – 1                                                                      | Scozia                                                                     | Amichevole                                                                 | -                                                                          |                                                                            |
| Totale                                                                     |                                                                            | Presenze                                                                   | 66                                                                         |                                                                            | Reti                                                                       | 17                                                                         |                                                                            |

### Statistiche da allenatore
Statistiche aggiornate al 30 giugno 2011. In grassetto le competizioni vinte.
| Stagione         | Squadra          | Campionato       | Campionato | Campionato | Campionato | Campionato | Coppe nazionali | Coppe nazionali | Coppe nazionali | Coppe nazionali | Coppe nazionali | Coppe continentali | Coppe continentali | Coppe continentali | Coppe continentali | Coppe continentali | Altre coppe | Altre coppe | Altre coppe | Altre coppe | Altre coppe | Totale | Totale | Totale | Totale | % Vittorie | Piazzamento |
| Stagione         | Squadra          | Comp             | G          | V          | N          | P          | Comp            | G               | V               | N               | P               | Comp               | G                  | V                  | N                  | P                  | Comp        | G           | V           | N           | P           | G      | V      | N      | P      | %          | Piazzamento |
| ---------------- | ---------------- | ---------------- | ---------- | ---------- | ---------- | ---------- | --------------- | --------------- | --------------- | --------------- | --------------- | ------------------ | ------------------ | ------------------ | ------------------ | ------------------ | ----------- | ----------- | ----------- | ----------- | ----------- | ------ | ------ | ------ | ------ | ---------- | ----------- |
| 1996-1997        | Chelsea          | PL               | 38         | 16         | 11         | 11         | FACup+CdL       | 7+3             | 6+1             | 1+0             | 0+2             |                    | -                  | -                  | -                  | -                  | -           | -           | -           | -           | -           | 48     | 23     | 12     | 13     | 47,92      | 6º          |
| 1997-feb. 1998   | Chelsea          | PL               | 25         | 14         | 3          | 8          | FACup+CdL       | 1+4             | 0+1             | 0+2             | 1+1             | CdC                | 4                  | 3                  | 0                  | 1                  | CS          | 1           | 0           | 1           | 0           | 35     | 18     | 6      | 11     | 51,43      | Eson.       |
| Totale Chelsea   | Totale Chelsea   | Totale Chelsea   | 63         | 30         | 14         | 19         |                 | 15              | 8               | 3               | 4               |                    | 4                  | 3                  | 0                  | 1                  |             | 1           | 0           | 1           | 0           | 83     | 41     | 18     | 24     | 49,40      |             |
| ago. 1998-1999   | Newcastle Utd    | PL               | 36         | 11         | 11         | 14         | FACup+CdL       | 7+2             | 5+1             | 1+1             | 1+0             | CdC                | 2                  | 1                  | 0                  | 1                  | -           | -           | -           | -           | -           | 47     | 18     | 13     | 16     | 38,30      | Sub., 13º   |
| lug.-ago. 1999   | Newcastle Utd    | PL               | 5          | 0          | 1          | 4          | FACup+CdL       | 0               | 0               | 0               | 0               | CU                 | 0                  | 0                  | 0                  | 0                  | -           | -           | -           | -           | -           | 5      | 0      | 1      | 4      | &0,00      | Dimiss.     |
| Totale Newcastle | Totale Newcastle | Totale Newcastle | 41         | 11         | 12         | 18         |                 | 9               | 6               | 2               | 1               |                    | 2                  | 1                  | 0                  | 1                  |             | -           | -           | -           | -           | 52     | 18     | 14     | 20     | 34,62      |             |
| 2004-2005        | Feyenoord        | ED               | 34         | 19         | 5          | 10         | CO              | 3               | 2               | 1               | 0               | CU                 | 8                  | 4                  | 1                  | 3                  | -           | -           | -           | -           | -           | 45     | 25     | 7      | 13     | 55,56      | 4º          |
| 2008             | LA Galaxy        | MLS              | 19         | 6          | 5          | 8          | -               | -               | -               | -               | -               | -                  | -                  | -                  | -                  | -                  | -           | -           | -           | -           | -           | 19     | 6      | 5      | 8      | 31,58      | Dimiss.     |
| gen.-giu. 2011   | Terek Groznyj    | P-L              | 13         | 3          | 4          | 6          | KR              | 0               | 0               | 0               | 0               | -                  | -                  | -                  | -                  | -                  | -           | -           | -           | -           | -           | 13     | 3      | 4      | 6      | 23,08      | Eson.       |
| Totale carriera  | Totale carriera  | Totale carriera  | 180        | 83         | 49         | 48         |                 | 27              | 16              | 6               | 5               |                    | 14                 | 8                  | 1                  | 5                  |             | 1           | 0           | 1           | 0           | 221    | 105    | 54     | 62     | 47,51      |             |

## Palmarès

### Giocatore

#### Club

##### Competizioni nazionali
- Eerste Divisie: 1

Haarlem: 1980-1981
- Campionato olandese: 3

Feyenoord: 1983-1984
PSV: 1985-1986, 1986-1987
- Coppa dei Paesi Bassi: 1

Feyenoord: 1983-1984
- Campionato italiano: 3

Milan: 1987-1988, 1991-1992, 1992-1993
- Supercoppa italiana: 3

Milan: 1988, 1992, 1994
- Coppa Italia: 1

Sampdoria: 1993-1994
- Coppa d'Inghilterra: 1

Chelsea: 1996-1997

##### Competizioni internazionali
- Coppa dei Campioni: 2

Milan: 1988-1989, 1989-1990
- Supercoppa UEFA: 2

Milan: 1989, 1990
- Coppa Intercontinentale: 2

Milan: 1989, 1990

#### Nazionale
- Campionato d'Europa: 1

Germania Ovest 1988

#### Individuale
- Calciatore olandese dell'anno: 2

1984, 1986
- Gouden Schoen: 1

1986
- Pallone d'oro: 1

1987
- World Soccer: 2

1987, 1989
- Inserito nel FIFA 100

2004
- Inserito nelle "Leggende del calcio" del Golden Foot

2011
- Inserito nella Hall of Fame del calcio italiano nella categoria Giocatore straniero

2017
- Candidato al Dream Team del Pallone d'oro (2020)

### Allenatore
- Coppa d'Inghilterra: 1

Chelsea: 1996-1997

## Discografia

### Singoli
- 1984 - Not The Dancing Kind
- 1986 - Alleluia come Football Stars
- 1988 - South Africa con The Revelation Time

## Nella cultura di massa
Gullit è citato nello sceneggiato parodistico I promessi sposi de Il Trio.